# The Last Recording: My Funny Valentine
The Last Recording: My Funny Valentine è un album live di Red Garland, pubblicato dalla Meldac Jazz Records nel 1983. Il disco fu registrato nel febbraio del 1983 al Keystone Korner di San Francisco, California (Stati Uniti).

## Tracce
1. Have You Met Miss Jones? – 7:18 (Richard Rodgers, Lorenz Hart)
2. Wonderful, Wonderful – 10:11 (Sherman Edwards, Ben Raleigh)
3. My Funny Valentine – 7:12 (Richard Rodgers, Lorenz Hart)
4. Love for Sale – 14:27 (Cole Porter)
5. The Second Time Around – 7:55 (Jimmy Van Heusen, Sammy Cahn)

## Musicisti
- Red Garland - pianoforte
- James Leary - contrabbasso
- Eddie Marshall - batteria